# Temporada 1946 de la NFL
La Temporada 1946 de la NFL fue la 27.ª en la historia de la NFL. Antes de la temporada, Elmer Layden renunció como comisionado de la NFL y Bert Bell, cofundador de los Philadelphia Eagles, lo reemplazó el 11 de enero. Mientras tanto, se formó la All-America Football Conference para competir con la NFL, y los Rams se convirtió en el primer equipo de la NFL con base en la costa oeste después de que se mudaron de Cleveland, Ohio, a Los Ángeles, California, adoptando el nombre de la ciudad. Un juego de temporada regular se jugó el martes, el último hasta la temporada 2010, ocurrió el 1 de octubre, entre Nueva York y Boston.
La temporada finalizó el 15 de diciembre cuando los Chicago Bears vencieron a New York Giants 24-14 por el juego de campeonato de la NFL.

## Principales cambios en las reglas
- Un pase hacia adelante que afecta a los postes de la portería se declara automáticamente incompleta. Esto a veces se conoce como la "Regla de Baugh/Marshall" gracias al quarterback de los Washington Redskins Sammy Baugh y el dueño del equipo, George Preston Marshall. En el juego de campeonato del año anterior, los Rams anotaron un safety cuando Baugh, lanzó la bola desde su propia zona de anotación, llegó a los postes de la portería (que estaban en la línea de gol durante 41 temporadas, de 1933 a 1973). Los dos puntos fueron el margen de victoria de los Rams que ganaron 15-14, y Marshall estaba tan indignado por el resultado que era fue un importante impulsor en la aprobación de este cambio de regla.
- La regla de sustitución libre fue derogada y se limitaban a no más de tres jugadores a la vez.
- Al equipo de que recibe se le permitió regresar patadas de despeje y los intentos de gol de campo fallados por detrás de su propia línea de gol.
- La sanción por una señal inválida de atrapada libre son 5 yardas desde el punto de la señal.
- Una señal de atrapada libre es válida cuando se hace mientras el balón está en el aire.

## Carrera Divisional
En la División Este, los Giants, Eagles, y Steelers tenían 4 victorias y 2 derrotas en la Semana Siete en una temporada de 11 semanas, mientras
que en el Oeste, una victoria 10-7 de los Bears sobre los Packers (3 de noviembre) los puso un juego por delante de los Rams. En la semana ocho, los Giants vencieron a los Eagles 45-17, y los Steelers perdieron frente Detroit 17-7, y los Bears vencieron a los Rams 27-21 para ampliar su ventaja. En la semana nueve de los Giants empataron con Boston, 28-28, poniéndolos en 5-2-1, mientras que los Steelers vencieron a los Eagles
10-7 poniéndoles a un juego con una marca de 5-3-1. Ambos equipos se enfrentaron en Nueva York en la semana diez, y victoria de los Giants 7-0
los pusieron en frente de nuevo.
La última semana de la temporada de los Giants estaban 6-3-1 frente a los Redskins 5-4-1, y una victoria de Washington en New York les habría dado
un registro de 6-4-1 lo cual obligaba a un desempate. Esto no es dio debido a que New York ganó el partido 31-0 ante una multitud de 60.337 personas en el Polo Grounds. Una semana más tarde ganarían el campeonato en el mismo campo ante 58.346 personas.

## Temporada regular
V = Victorias, D = Derrotas, E = Empates, CTE = Cociente de victorias, PF= Puntos a favor, PC = Puntos en contra
Nota: Los juegos empatados no fueron contabilizados de manera oficial en las posiciones hasta 1972
| New York Giants     | 7 | 3 | 1 | .700 | 236 | 162 |
| Philadelphia Eagles | 6 | 5 | 0 | .545 | 231 | 220 |
| Washington Redskins | 5 | 5 | 1 | .500 | 171 | 191 |
| Pittsburgh Steelers | 5 | 5 | 1 | .500 | 136 | 117 |
| Boston Yanks        | 2 | 8 | 1 | .200 | 189 | 273 |

| Chicago Bears     | 8 | 2  | 1 | .800 | 289 | 193 |
| Los Angeles Rams  | 6 | 4  | 1 | .600 | 277 | 257 |
| Green Bay Packers | 6 | 5  | 0 | .545 | 148 | 158 |
| Chicago Cardinals | 6 | 5  | 0 | .545 | 260 | 198 |
| Detroit Lions     | 1 | 10 | 0 | .091 | 142 | 310 |

## Juego de Campeonato
- Chicago Bears 24, New York Giants 14, 15 de diciembre de 1946, Polo Grounds, New York, New York

## Líderes de la liga
| Estadísticas | Nombre      | Equipo        | Yardas |
| ------------ | ----------- | ------------- | ------ |
| Pasando      | Sid Luckman | Chicago Bears | 1.826  |
| Corriendo    | Bill Dudley | Pittsburgh    | 604    |
| Recibiendo   | Jim Benton  | Los Angeles   | 981    |